# 成瀬正肥
成瀬 正肥（なるせ まさみつ）は、江戸時代末期の尾張藩附家老。尾張国犬山藩第9代（最後）の藩主。明治維新後、子爵。

## 略歴
天保6年（1836年）、丹波国篠山藩5代藩主・青山忠良の三男として誕生した。安政2年（1855年）7月、成瀬正住の娘を娶り婿養子となり、安政3年（1856年）12月に従五位下・主殿頭に叙任、安政4年（1857年）に家督を継ぎ、隼人正に転任した。
安政5年（1858年）に尾張藩14代藩主・徳川慶勝が将軍継嗣問題と条約勅許問題に巻き込まれて大老・井伊直弼から隠居謹慎を命じられ、弟・茂徳が15代藩主となると藩政から遠ざけられ、もう一人の附家老竹腰家の一派が藩政を掌握して幕府寄りの政策が採られた。後に尾張派の支持により復権し、文久3年（1863年）の徳川家茂の上洛には前藩主・慶勝と共に入京して朝幕関係の調整にあたった。8月に茂徳が隠居して慶勝の子・義宜が尾張藩の家督を継ぐと、再び慶勝―正肥のラインが尾張藩政を掌握した。
元治元年（1864年）8月に元尾張藩主・徳川慶勝が第1次長州征伐で征長総督となったときの補佐役となり、10月26日に大物見として1,150人の兵を率いて京都を進発、広島には11月7日に到着した。広島では11月14日に国泰寺において、責任を取って切腹した長州藩の家老・国司親相、福原元僴、益田親施の首実検を慶勝の名代として担当した。慶応元年（1865年）1月に広島を引き払って帰京した。慶応2年（1866年）1月に長州再征では後備心得を命じられた慶勝が病のため、代わって11月に義宜と補佐の正肥が上洛した。
明治元年（1868年）1月3日の鳥羽・伏見の戦いでは、慶勝に従って上京していた正肥は参内して南門警備を担当し、5日には朝廷の命令で慶勝の代わりに二条城を接収した。24日に朝廷から独立大名として認められ、3月に参与会計事務局権判事に任命され、閏4月には京都を進発して尾張に帰国し、信濃鎮定のために5,700人の尾張兵を率いて塩尻から甲府へ進んで鎮撫にあたった。その後、別働隊を含み、信濃･越後・東京の各地へ分離した部隊について、正肥は塩尻を本営として指揮し、6月8日に尾張に帰国した。明治2年（1869年）2月には版籍奉還を願い出、6月には犬山藩知事を命じられた。

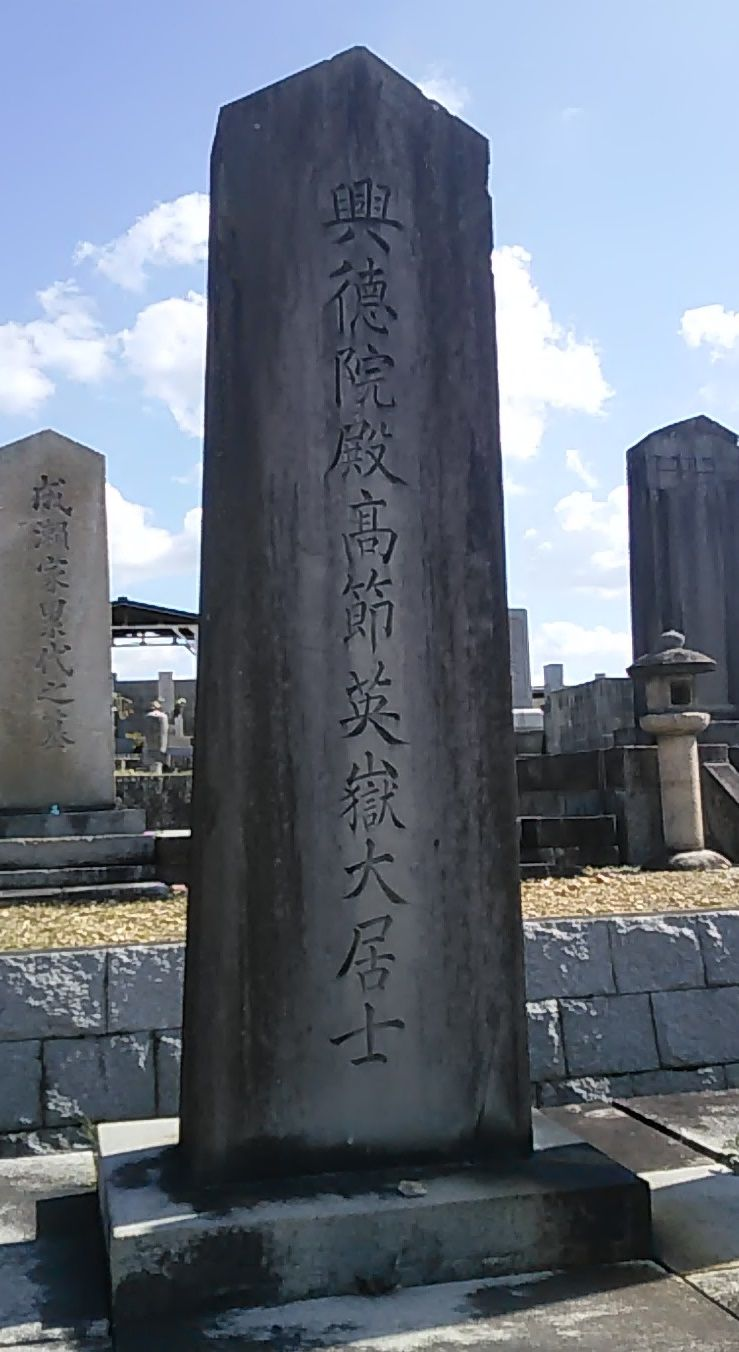
成瀬正肥の墓(名古屋市平和公園)

正肥は王政復古の大号令の際に朝廷から正式に藩主として認められた。それまで犬山藩は尾張藩の附家老であり、立場としては陪臣であり、正式に大名としては認められていなかったのである。ただしそれも、明治4年（1871年）の廃藩置県までという短い間であった。華族制度発足後は男爵となり、明治24年（1891年）4月23日には子爵に陞爵した。
明治33年（1900年）3月、犬山銀行設立。
明治36年（1903年）に死去した。

## 栄典
- 1885年（明治18年）7月13日 - 勲四等旭日小綬章[3]

## 家族
父母
- 青山忠良（実父）
- 成瀬正住（養父）

妻
- 成瀬正住の娘

子女
- 成瀬正雄（長男。長男に成瀬正勝）
- 成瀬美雄（次男）
- 中山孝麿室
- 近野某室

養女
- 渡辺綱倫室 ー 渋谷良徳の娘